# Alejandro Bahamondes Saavedra
Alejandro Bahamondes Saavedra, es un diplomático y político chileno, miembro del Partido por la Democracia. Entre 2014 y 2015  se desempeñó como embajador político de Chile en Paraguay.

## Biografía
Es contador público de la Universidad Técnica del Estado. Ha sido dirigente político, tanto en Chile como en el exilio, encargado de Relaciones Internacionales del MAPU desde Chile Democrático y secretario internacional del Partido por la Democracia (PPD).
También se ha desempeñado en la Superintendencia de Valores y Seguros y en la Superintendencia de Bancos. Fue asesor del Ministerio Secretaría General de Gobierno y Director de Pesca de la Región Metropolitana.
Tiene una vasta experiencia internacional. En Italia fue Secretario General del Comité de Coordinación de Organizaciones de Servicio Voluntario (COSV); en Nicaragua trabajó en el "Programa de Fortalecimiento Institucional del Banco de Desarrollo de Nicaragua" del BID y asesoró a la Corporación Financiera de Nicaragua (CORFIN); en Argentina dirigió el Programa de Economía del Centro de Investigación de la Realidad Argentina (CIERA), fue director de Planeamiento del Ministerio del Empleo en el Gobierno de la Provincia de Buenos Aires, fundó la "Casa de Chile" y presidió el Comité de Solidaridad con Chile y también se desempeñó como Director Ejecutivo de Kybalion Consultores Ltda. y Vicepresidente del PPD.
Investigado por facilitacion de  boletas  falsas  a la empresa Sqm , recaudador del Partido por la Democracia de  " Platas " sucias,  político que ha sido catalogado cómo cabildero y  maquinero,  se vio envuelto en  investigaciones  por caso basura.